# (12506) Pariser
(12506) Pariser (1998 FR108) – planetoida z pasa głównego asteroid okrążająca Słońce w ciągu 3,94 lat w średniej odległości 2,49 j.a. Odkryta 31 marca 1998 roku.